# Simetría de género

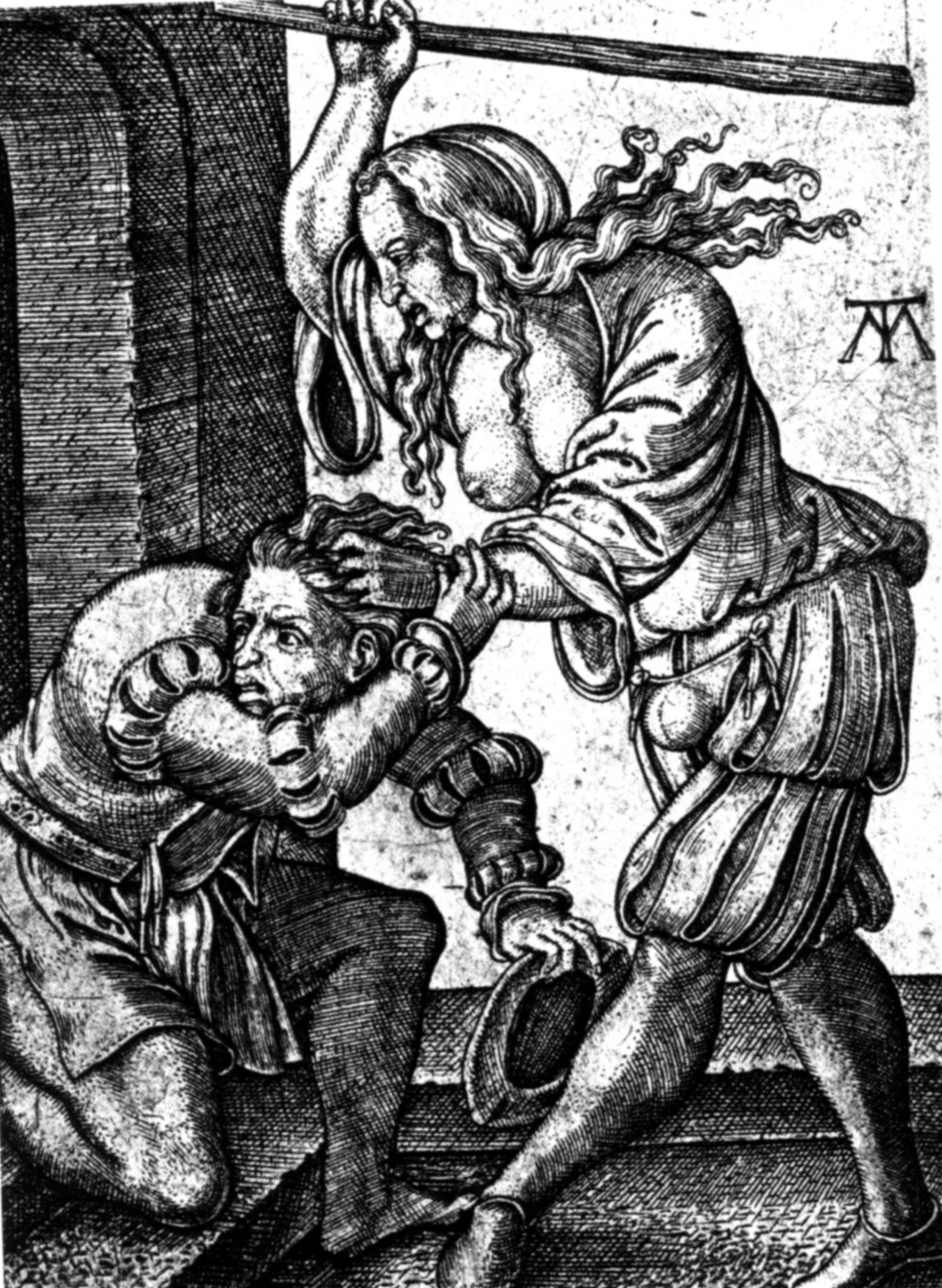
«Mujer golpeando a su marido»; grabado del de Alberto Durero.

Se conoce como simetría de género a la teoría de que las mujeres perpetran violencia de pareja más o menos al mismo nivel que los varones.

## Historia y definición
La evidencia empírica más temprana de la simetría de género fue presentada en la Encuesta Nacional de Violencia Familiar de los EE. UU. de 1975 realizada por Murray A. Straus y Richard J. Gelles en una muestra nacional representativa de 2146 «familias intactas». La encuesta encontró que el 11,6% de los varones y el 12% de las mujeres habían experimentado algún tipo de violencia de pareja en los últimos doce meses, mientras que el 4,6% de los varones y el 3,8% de las mujeres habían experimentado violencia de pareja «grave». Estos resultados inesperados llevaron Suzanne K. Steinmetz a acuñar el controvertido término «síndrome del esposo golpeado» en 1977. Desde la publicación de los hallazgos de Straus y Gelles, otros investigadores de la violencia doméstica han discutido si realmente existe la simetría de género, en un debate que todavía está en curso.
Desde 1975, otros numerosos estudios empíricos han encontrado evidencia de simetría de género. Por ejemplo, en los Estados Unidos, el Estudio Nacional de Comorbilidad de 1990-1992 encontró que el 18,4% de los varones y el 17,4% de las mujeres había experimentado violencia de pareja menor y el 5,5% de los varones y el 6,5% de las mujeres había experimentado violencia de pareja severa. En Inglaterra y Gales, el «Estudio 191 del Home Office (Ministerio del Interior)» de 1995 encontró que en los doce meses anteriores a la encuesta, el 4,2% tanto de los varones como de las mujeres entre las edades de 16 y 59 años había sido asaltado por un íntimo. La Encuesta Social General Canadiense de 2000 encontró que de 1994 a 1999, el 4% de los varones y el 4% de las mujeres habían experimentado violencia de pareja en una relación en la que todavía estaban involucrados, el 22% de los varones y el 28% de las mujeres habían experimentado violencia de pareja en un relación que  se había terminado, y el 7% de los varones y el 8% de las mujeres habían experimentado violencia de pareja en todas las relaciones, pasadas y presentes. La Encuesta Social General Canadiense de 2005, investigando los años 1999-2004 encontró datos similares: 4% de los varones y el 3% de las mujeres habían experimentado violencia de pareja en una relación en la que todavía estaban involucrados, el 16% de los varones y el 21% de las mujeres habían experimentado violencia de pareja en una relación que ya había terminado, y el 6% de los hombres y el 7% de las mujeres habían experimentado violencia de pareja en todas las relaciones, pasadas y presentes.
Un aspecto especialmente controvertido del debate sobre la simetría de género es la noción de violencia de pareja bidireccional o recíproca (es decir, cuando ambas partes cometen actos violentos en contra de la otra). Las conclusiones relativas a la violencia bidireccional son particularmente controvertidas, ya que, si son aceptadas, pueden servir para socavar una de las razones más comúnmente citadas para que las mujeres perpetren violencia de pareja: la autodefensa contra una pareja masculina agresiva. A pesar de esto, muchos estudios han encontrado evidencia de altos niveles de bidireccionalidad en los casos en que las mujeres han reportado violencia de pareja. Por ejemplo, la activista social Erin Pizzey, que estableció los primeros  refugios de la mujer en el Reino Unido en 1971, encontró que 62 de las primeras 100 mujeres admitidas en el centro eran «propensas a la violencia», y tan violentas como los hombres que dejaban. La Encuesta Nacional de Violencia Familiar de 1975 encontró que el 27,7% de los casos violencia de pareja fueron perpetrados solo por hombres, el 22,7% solo por mujeres y un 49,5% fueron bidireccionales. Con el fin de contrarrestar las afirmaciones de que los datos de los informes fueron sesgados, se realizaron encuestas solo para mujeres, solicitándoles se auto-reporten, obteniéndose como resultado datos casi idénticos. La Encuesta Nacional de Violencia Familiar de 1985 encontró que el 25,9% de los casos violencia de pareja fueron perpetrados solo por hombres, el 25,5% solo por mujeres, y que el 48,6% fueron bidireccionales.
En 1997, Philip W. Cook llevó a cabo un estudio sobre 55 000 miembros de las Fuerzas armadas de los Estados Unidos, hallando bidireccionalidad en el 60-64% de los casos violencia de pareja, según lo informado por hombres y mujeres. El Estudio nacional longitudinal de salud adolescente de 2001 encontró que el 49,7% de los casos de violencia de pareja fueron recíprocos y el 50,3% no recíprocos. Cuando solo se analizaron los datos proporcionados por los hombres, el 46,9% de los casos fueron reportados como recíprocos y el 53,1% como no recíprocos. Cuando solo se analizaron los datos proporcionados por las mujeres, el 51,3% de los casos fueron reportados como recíprocos y el 49,7% como no recíprocos. Los datos globales mostraron que el 70,7% de los casos de violencia de pareja no recíprocos fueron perpetrados solo por las mujeres (74,9% cuando se interrogó a los hombres; 67,7% cuando se interrogó a las mujeres) y el 29,3% fueron perpetrados por hombres solamente (25,1% cuando se interrogó a los hombres; 32,3% cuando se interrogó a las mujeres). En 2006 el Estudio internacional de violencia en citas llevado a cabo en treinta y dos naciones «reveló una abrumadora cantidad de evidencia de que la violencia bidireccional es el patrón predominante de comisión, y esto [...] indica que la etiología de la violencia de pareja es mayormente paralela para hombres y mujeres». La encuesta encontró para «cualquier tipo de violencia física», una tasa del 31,2%, de los cuales el 68,6% era bidireccional, el 9,9% fue perpetrado por hombres solamente, y el 21,4% solo por mujeres. Para asalto grave, se encontró una tasa de 10,8%, de los cuales el 54,8% era bidireccional, el 15,7% perpetrado por hombres solamente, y el 29,4% solo por mujeres.
En 1997, Martin S. Fiebert, comenzó a compilar una bibliografía anotada de las investigaciones relacionadas con el abuso conyugal por mujeres. Para junio de 2012, esta bibliografía incluía 286 investigaciones académicas (221 estudios empíricos y 65 comentarios y/o análisis), «que demuestran que las mujeres son tan agresivas físicamente o más, que los hombres en sus relaciones». El tamaño de la muestra agregada es de más de 371.600 personas. En un artículo de 2002 Los Angeles Times sobre la agresión de la actriz Tawny Kitaen a su novio, el beisbolista Chuck Finley, Fiebert sugiere que «el consenso en el campo es que las mujeres son más propensas que los hombres a golpear a su pareja, pero que —como se esperaba— las mujeres tienen más probabilidades de sufrir lesiones que los hombres». Sin embargo, también señaló que los hombres resultan heridos de gravedad en el 38% de los casos en los que se utiliza la «agresión extrema». En 2000, John Archer realizó un metanálisis de ochenta y dos estudios de violencia de pareja. Él encontró que «las mujeres fueron ligeramente más propensas que los hombres a utilizar uno o más actos de agresión física y utilizar este tipo de actos con mayor frecuencia. Los hombres eran más propensos a causar una lesión, y en general, el 62% de los heridos por la pareja eran mujeres».
Como tanto Fiebert como Archer señalan, aunque la cifra matemática de actos físicos en estos estudios ha encontrado tasas similares de violencia de pareja entre los hombres y las mujeres, y altas tasas de bidireccionalidad, hay un acuerdo general entre los investigadores que la violencia masculina es un fenómeno más grave, principalmente, pero no exclusivamente, porque la violencia masculina tiende a causar más daño que la violencia femenina. La violencia masculina produce lesiones en aproximadamente seis veces la tasa de violencia femenina. Las mujeres también tienen más probabilidades de ser asesinadas por sus parejas masculinas que a la inversa (de acuerdo con el Departamento de Justicia, la tasa es de 62,1% frente a 37,9%), y las mujeres en general tienen más probabilidades de ser asesinadas por sus esposos que por todos los otros tipos de asaltantes combinado. En relación con esto, Murray A. Straus ha escrito «aunque las mujeres pueden atacar a sus parejas en aproximadamente la misma proporción que los hombres, debido a la mayor lesión física, financiera y emocional que sufren, son las víctimas predominantes. En consecuencia, la primera prioridad en los servicios para las víctimas y en la prevención y el control debe seguir siendo dirigida hacia las agresiones por maridos».

### Escala de tácticas de conflicto (CTS)
En una revisión de 2002 de la investigación que presenta pruebas de simetría de género, Michael Kimmel argumentó que más del 90% de la violencia «sistemática, persistente y perjudicial» es perpetrada por hombres. Fue especialmente crítico con el hecho de que la mayoría de los estudios empíricos revisados por Fiebert y Archer utilizó los escala de tácticas de conflicto (CTS por sus siglas en inglés) como única medida de la violencia doméstica, y que muchos de los estudios utilizaron muestras compuestas en su totalidad por personas solteras menores de treinta años, en oposición a los matrimonios mayores. Aunque el CTS es el instrumento de medición de la violencia doméstica más utilizado en el mundo, también es uno de los instrumentos más criticados, debido a su exclusión de las variables de contexto y los factores de motivación en la comprensión de los actos de violencia. Por ejemplo, el Instituto Nacional de Justicia advierte que el CTS puede no ser apropiado para la investigación de la violencia de pareja en absoluto «ya que no mide el control, coerción, o los motivos de las tácticas de conflicto». Del mismo modo, un documento expedido por el centro de intercambio de información australiano sobre violencia doméstica y familiar escribe:

hacemos hincapié en que, si bien el número de estudios que encuentran simetría de género es cada vez mayor, consideramos que su dependencia de la CTS limita inherentemente la robustez de la información producida. Argumentamos que los profesionales deben tener confianza en que los datos disponibles de fuentes múltiples apoyan las reclamaciones de la asimetría de género en la violencia doméstica. Lo que los datos aquí presentados demuestran es que tanto hombres como mujeres perpetran una serie de diferentes formas de agresión en las relaciones, pero pueden tener diferentes motivaciones, incluyendo autodefensa. Tanto los hombres como las mujeres pueden experimentar la violencia por parte de su pareja, pero su experiencia de esto es probable que sea diferente en función de las formas de violencia experimentadas, su gravedad e impacto. La gravedad de la lesión física y niveles de coerción contra todas las formas de violencia en las relaciones parece ser mayor para las mujeres que para los hombres.

Kimmel sostiene que el CTS es particularmente vulnerable a un sesgo de información, ya que depende de pedir a la gente que recuerde con precisión y reporte con honestidad los incidentes que se han producido hasta un año antes. Argumenta que los hombres tienden a subestimar su uso de la violencia, y las mujeres tienden a sobreestimar su uso de la violencia, mientras que los hombres tienden a sobrestimar el uso de su pareja de la violencia, y las mujeres tienden a subestimar el uso de su pareja de la violencia. Por lo tanto, los hombres probablemente sobreestiman su victimización y subestiman su perpetración, mientras que las mujeres van a subestimar su victimización y sobreestimar su perpetración. Straus, quien diseñó el CTS, sostiene que estas críticas no son válidas, y que la comprensión y la sobreestimación que sucede en la dirección opuesta; los hombres subestiman la violencia de su pareja y sobreestiman la propia. Además, tanto BJ Morse y Malcolm J. George han presentado datos que sugieren que la subestimación masculina de la violencia de su pareja es más común en los estudios basados CTS que la sobreestimación.  Linda Kelly ha argumentado, además, que aun cuando se dividen los datos aportados por estudios basados CTS entre los dados por los hombres y los dado por las mujeres (como en el Estudio Longitudinal Nacional 2001 de Salud Adolescente), las tasas de mujeres perpetradoras de violencia de pareja siguen más o menos al mismo nivel.
R. Emerson Dobash y Russell P. Dobash también han criticado la CTS, argumentando que es incorrecto equiparar la violencia de pareja masculina con la femenina. Cuestionan la metodología detrás de la CTS, los datos que se derivan de ella y el marco teórico utilizado por los investigadores que la defienden, con el argumento de que la agresión masculina es mucho más grave que la agresión femenina y los dos no deben ser medidos por la misma herramienta en la misma escala. Otro crítico es Kersti Yllo, que sostiene que Straus y los que utilizan la CTS son responsables de buscar dañar la agenda feminista por la liberación de sus hallazgos en el «mercado de las ideas». Ella sostiene que, como sociólogos comprometidos con la erradicación de la violencia doméstica, deberían haber previsto la controversia que tales estadísticas causarían y el daño que potencialmente podrían hacer al movimiento de mujeres maltratadas. Del mismo modo, Nancy Worcester se refiere a los estudios que encuentran evidencia de simetría entre los géneros y los altos niveles de bidireccionalidad como parte del «contragolpe antifeminista», con el argumento de que los estudios que utilizan la CTS demuestran las «limitaciones y peligros de un enfoque de género neutro para el trabajo contra la violencia».
Straus ha respondido a las críticas a la CTS con el argumento de que son formuladas por radicales feministas que se sienten incómodas con alguna evidencia de que las mujeres pueden ser tan violentas como los hombres porque socava su creencia de que la violencia de pareja es una extensión del deseo de los hombres para subyugar a las mujeres; «una de las explicaciones para negar la evidencia en la simetría de género es defender el feminismo en general. Esto se debe a que un paso clave en el esfuerzo por lograr una sociedad igualitaria es lograr el reconocimiento del daño que un sistema patriarcal causa. La eliminación del patriarcado como la causa principal de la violencia de pareja debilita un ejemplo dramático de los efectos nocivos del patriarcado». Straus también señala que a pesar de ser críticos de la CTS, numerosos investigadores feministas la utilizan para su propia investigación, y que fueron los estudios basados en la CTS los que primero ilustraron y pusieron en conocimiento del público general la magnitud del problema de las mujeres maltratadas en la década de 1970. En una revisión de la controversia en torno a la CTS y a la simetría de género, Donald G. Dutton y Tonia L. Nicholls escribieron:

En efecto, un «paradigma» se ha desarrollado en la literatura sobre la violencia doméstica en el que los perpetradores son vistos como exclusiva o desproporcionadamente masculinos. Todos los datos inconsistentes con este punto de vista son desestimados, ignorados, o se intenta encontrar explicaciones para descartarlos [...] Una peligrosa forma de mentalidad de asedio «dentro del grupo-fuera del grupo» ha envuelto a las activistas feministas y aquellos investigadores que comparten su dogma. Se basa en una amenaza percibida de que de alguna manera, los servicios para las mujeres desaparecerán si se reconoce la victimización masculina o que los que plantean cuestiones acerca de la violencia o la intervención femenina están de alguna manera contra las metas progresistas para la igualdad de la mujer.

Linda Kelly afirma que:

La violencia doméstica representa la preciada piedra preciosa del mensaje fundamental de la teoría feminista en que nuestras normas jurídicas, sociales y culturales se formaron de una manera que permite a los hombres participar en un esfuerzo constante y omnipresente para oprimir a la mujer por cualquier y todos los medios disponibles. Un reto con éxito a la definición patriarcal de la violencia doméstica puede así socavar el feminismo en sí. Para seguir siendo fiel a la teoría feminista, ningún aspecto de las relaciones hombre-mujer se puede considerar sin aceptar primero al macho como todopoderoso y a la hembra impotente. La jerarquía de género es omnipresente. Teniendo en cuenta esta dinámica, la sugerencia de que las mujeres pueden utilizar la violencia física para otra cosa que no sea la legítima defensa debe ser rechazada [...] Al confiar en la definición de la violencia doméstica como una herramienta patriarcal de control, cualquier metodología que no este basada de manera similar dentro de este marco contextual puede ser rechazada de plano. En concreto, los estudios clasificados como cuantitativos se consideran «intrínsecamente patriarcales» y, por lo tanto, no válidos debido a su dependencia en datos científicos empíricos que no tiene en cuenta la historia y el contexto de la dominación masculina sobre las mujeres.